# Högbensjön
Högbensjön är en sjö i Raseborgs stad och Ingå kommun i Finland.   Den ligger i landskapet Nyland, i den södra delen av landet, 60 km väster om huvudstaden Helsingfors. Högbensjön ligger 28,8 meter över havet. Arean är 2,9 kvadratkilometer och strandlinjen är 13,23 kilometer lång. Sjön  ingår i Finska vikens kustområde.   I omgivningarna runt Högbensjön växer i huvudsak blandskog. Ön Högbenholmen finns i Högbensjön.